# William Enrique Delgado Silva

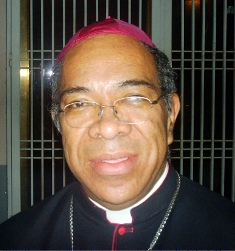

William Enrique Delgado Silva (* 27. Februar 1951 in Caracas) ist ein venezolanischer Geistlicher und emeritierter römisch-katholischer Bischof von Cabimas.

## Leben
William Enrique Delgado Silva empfing am 18. Mai 1975 die Priesterweihe.
Papst Johannes Paul II. ernannte ihn am 3. November 1995 zum Weihbischof in Maracaibo und Titularbischof von Vazi-Sarra. Die Bischofsweihe spendete ihm der Erzbischof von Maracaibo, Ramón Ovidio Pérez Morales, am 16. Dezember desselben Jahres; Mitkonsekratoren waren Alfredo José Rodríguez Figueroa, Erzbischof von Cumaná, und Mario del Valle Moronta Rodríguez, Bischof von Los Teques.
Am 14. April 1999 wurde er zum ersten Bischof des bereits fünf Jahre zuvor errichteten Bistums El Vigía-San Carlos del Zulia ernannt und am 19. Juni desselben Jahres in das Amt eingeführt. Papst Benedikt XVI. ernannte ihn am 26. Juli 2005 zum Bischof von Cabimas.
Am 14. September 2018 nahm Papst Franziskus seinen vorzeitigen Rücktritt an.